# Collectif intersexe activiste
Pour les articles homonymes, voir CIA (homonymie).
Le Collectif intersexe activiste - OII France (CIA-OII France), appelé Collectif intersexes et allié.e.s jusqu'en 2022, est une association loi de 1901 fondée en 2016 par Loé Petit et Lysandre Nury. Elle a pour but la défense et le soutien des personnes intersexes. Elle est membre de l'Organisation internationale des intersexes - Europe.
Le collectif œuvre principalement pour interdire les mutilations et les traitements non consentis sur les personnes intersexes, notamment les enfants et la suppression de la mention de sexe ou de genre à l’état-civil.
Le collectif a fait partie en 2019 des associations auditionnées par l'Assemblée nationale dans le cadre de ses travaux sur l'intersexuation.

## Histoire

### Contexte
Le mouvement des personnes intersexes en France se développe dès 2006. En 2008 un numéro spécial de Nouvelles Questions féministes aborde la question, et en 2012 le festival de cinéma de Douarnenez intègre la thématique, tout en devenant un lieu de rencontre pour les personnes intersexes.
Au niveau international la question des droits des personnes intersexes commence à être abordée à la suite de la Déclaration de Malte (en) en 2013 par l'Agence des droits fondamentaux de l'Union européenne en avril 2015, et par le Haut-Commissaire aux Droits de l’Homme des Nations unies. La France est ainsi condamnée à trois reprises sur la question de l'autorisation de pratiques chirurgicales sur les enfants.

### Lancement du collectif

Ancien logo du CIA.

Le collectif est officiellement lancé le 8 novembre 2016 lors de la Journée internationale de solidarité intersexe (Intersex Solidarity Day) par Loé Petit, et Lysandre Nury. Il est issu en partie des discussions au sein de la liste de discussion francophone de l'Organisation internationale des intersexes, et fait suite à la création du premier groupe Facebook francophone d'échanges entre personnes intersexes « Échanges et soutien entre personnes intersexes (ouvert aux allié.e.s) ».
En 2021, ce collectif était décrit dans Libération comme « la seule association à défendre les intérêts des personnes intersexes en France ».

### Objectifs
Le collectif se positionne contre ce qu'il considère être une pathologisation menant à des mutilations et des interventions médicales,, sur les enfants intersexes qui présentent des variations anatomiques par rapport aux normes qui définissent le masculin ou le féminin selon le corps médical et la société,,. Le collectif considère que ces variations qui touchent 1,7% de la population sont des variations qui ne poseraient aucun problème de santé vitale et qu'il revient aux personnes concernées de faire le choix d'une intervention médicale,,.
Selon La Croix, la naissance de ce collectif témoigne de l'émergence au début des années 2010 de la deuxième génération de militants intersexes. Le collectif a depuis joué « un rôle clé pour faire avancer sa cause », « participant à un très grand nombre d’auditions, notamment au Sénat mais aussi au CCNE ou à l'Assemblée nationale ».
En 2020, le Collectif Intersexe et allié.e.s. est l'unique association ayant pour but principal la défense des intérêts des personnes Intersexes en France,,.
En 2019 le CIA-OII est soutenu par l'Astraea Lesbian Foundation for Justice.

## Actions
Depuis sa création, le collectif participe à la marche Existrans, et publie sur son site web des ressources sur le sujet de l'intersexuation.
En 2017 et 2018, entre le 26 octobre, Journée Internationale de Sensibilisation Intersexe (Intersex Awareness Day) et le 8 novembre, Journée Internationale de Solidarité Intersexe (Intersex Solidarity Day), le collectif a organisé la Quinzaine de Visibilité Intersexe,.
Depuis 2017, le collectif organise avec le soutien de la DILCRAH des rencontres annuelles nationales intersexes,.
Avec le concours du collectif, l'AJL ajoute en mai 2018 un chapitre consacré aux questions intersexes à son kit à destination des journalistes,.
À la suite de la publication d'un rapport du conseil d'État sur la bioéthique en juillet 2018, l'association réagit en saluant l'avancée des droits.
En septembre 2018, le CIA-OII France lance une pétition dans le cadre de la campagne « Ce sera son choix : stop aux mutilations intersexes » pour exiger l'arrêt des mutilations sur les enfants intersexués,,,, relayée par une tribune dans Libération. Au 22 janvier 2020 cette pétition réunissait 66 400 signatures.
Le 26 octobre 2018, le CIA-OII France publie une traduction française du guide Supporting your intersex child, a parents' toolkit de l'OII-Europe, intitulée Soutenir son enfant intersexe. La traduction est le fruit d'une collaboration entre le CIA-OII France et l'OII Europe,.
En novembre 2018, le CIA-OII France lance le PEVI, un réseau d'entraide pour les parents d'enfants intersexes.
Le 20 novembre 2018, pour la journée internationale des droits de l'enfant, le CIA-OII France présente une vidéo d'animation de sensibilisation à destination des parents d'enfants intersexes.
Le 22 janvier 2019, l'association est auditionnée par l'Assemblée nationale dans le cadre d'une table « portant sur les mutilations subies par les personnes intersexuées à leur naissance ».
Le 17 juin 2019, le CIA-OII France coorganise et participe à un colloque sur les droits des personnes intersexes à l'Assemblée nationale, en collaboration avec l'Espace de réflexion éthique de la région Île-de-France,.
En juin 2019, le CIA-OII France est à l'initiative du collectif « Les Délaissé-e-s des Fiertés » qui organise un cortège non déclaré en tête de la Marche des Fiertés parisienne, sur le thème de l'arrêt des mutilations sur les enfants intersexes,,.
Le 4 juillet 2019, le CIA-OII France cosigne avec des avocats, des associations, et des députés une tribune dénonçant un texte collectif de médecins favorables aux actes chirurgicaux précoces sur les enfants intersexes.
Le 13 septembre 2019 la commission spéciale au projet de loi bioéthique rejette les amendements visant à interdire les modifications des caractéristiques sexuelles sans consentement hors des cas d'urgence vitale. Le CIA-OII France dénonce un "effet de corporatisme" du Ministère de la Santé.
Le 8 octobre 2019, le député Raphaël Gérard présente un amendement no 2334 pour la prise en charge des personnes et des enfants intersexes, qui est adopté par l'Assemblée nationale,.
Le collectif accompagne également des centres et organisations LGBT à ajouter le I à leurs acronymes de façon respectueuse des personnes intersexes, comme au Centre LGBTI de Tours.
En 2020 l'association lance sur Twitter le hashtag #JeSuisIntersexe, qui veut lever le tabou autour des personnes intersexes.

## Prix et distinctions
Le 17 mai 2019 l'association reçoit une mention spéciale du  Prix international de la Ville de Paris pour les droits des personnes LGBTQI+.
L'association est primée lors des Tolenrentia Awards européens de 2019.